# Optimus AB

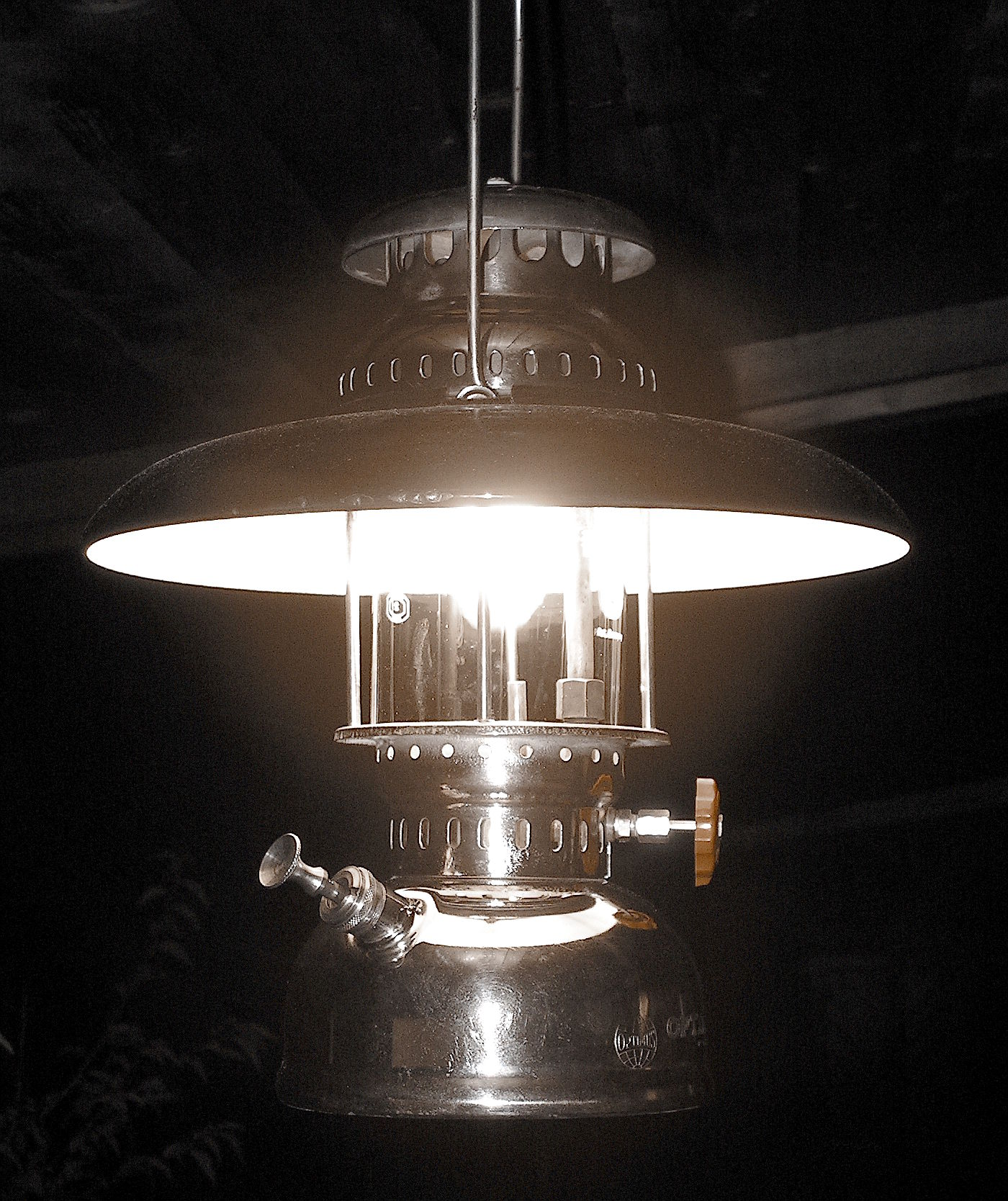
Stormlykta modell Optimus 200P.

Optimus är ett svenskt företag med tillverkning av friluftskök, grundat 1899 av industrimannen Petter Adolf Östberg i Upplands Väsby. Från slutet av 2007 ingår företaget i Katadyn Group tillsammans med Katadyn och Trek'n Eat – två andra aktörer inom friluftsbranschen.[källa behövs]
Tillverkningen omfattade ursprungligen olika slags fotogenförgasningsapparater, fotogenkök, lödlampor, kaminer, fotogenlampor med mera. I början av 1930-talet hade man omkring 300 anställda.